# Paranoid Circus
«Paranoid Circus» — третій студійний альбом німецького фольк-метал-гурту Lyriel. Реліз відбувся 1 грудня 2009 через лейбл Femme Metal та AFM Records.

## Список композицій
| #     | Назва                                               | Тривалість |
| ----- | --------------------------------------------------- | ---------- |
| 1.    | «Opening»                                           | 00:43      |
| 2.    | «Welcome»                                           | 03:39      |
| 3.    | «Like a Feather in the Wind»                        | 04:01      |
| 4.    | «The Regret»                                        | 03:03      |
| 5.    | «Elderberry and Lavender»                           | 03:55      |
| 6.    | «Lullaby»                                           | 04:03      |
| 7.    | «Foeman's Bride»                                    | 03:24      |
| 8.    | «The Wolf» (із Зімоном Ягером; текст Германа Гессе) | 05:03      |
| 9.    | «So Long, My Love»                                  | 04:17      |
| 10.   | «My Unawakened Soul»                                | 00:58      |
| 11.   | «Paranoid Circus»                                   | 04:16      |
| 12.   | «The Wheel of Fortuna»                              | 04:34      |
| 13.   | «The Way to Nowhere»                                | 00:47      |
| 14.   | «Another Time»                                      | 04:34      |
| 15.   | «Conclusion»                                        | 00:44      |
| 48:01 |                                                     |            |

## Учасники запису
- Джессіка Тіерюнг — вокал
- Оллівер Тіерюнг — гітари, задній вокал
- Лінда Лаукамп — віолончель, задній вокал
- Даніель де Біар — ударні
- Свен Енгельман — бас-гітара
- Джун Лаукамп — скрипка
- Мартін Аман — клавіші